# Bertrand Auerbach
Pour les articles homonymes, voir Auerbach.
Bertrand Auerbach, né le 2 septembre 1856 à Paris où il est mort le 25 août 1942, est un géographe et historien français.

## Biographie
Élève de l'École normale supérieure, promotion 1876, agrégé d'histoire-géographie (1880). Il enseigne en lycée jusqu'en 1883, avant d'être nommé maître de conférence en histoire ancienne à la Faculté des lettres de Caen. En 1885 il est muté à la Faculté des lettres de l'université de Nancy où il enseigne pendant plus de quarante ans, notamment la géographie coloniale . Il sera par la suite doyen de la Faculté en 1908. Il joue un rôle dans le développement de la géographie régionale aux côtés de Vidal de La Blache. La ville de Villers-les-Nancy a donné son nom à une rue.

## Publications
- La diplomatie française et la cour de Saxe (1648-1680), Thèse, Paris, Hachette, 1887.
- Le Plateau lorrain. Essai de géographie régionale, Paris / Nancy, Berger-Levrault, 1893.
- Recueil des instructions données aux ambassadeurs et ministres de France depuis les traités de Westphalie jusqu’à la Révolution française, vol. XVIII : Diète germanique, avec une instruction et des notes, Paris, 1912.
- Les races et les nationalités en Autriche-Hongrie, 2e éd., Paris, 1917, prix Thérouanne de l'Académie française en 1918.
- La dictature du prolétariat en Hongrie (22 mars - 31 juillet 1919), Paris, Étienne CHIRON, Éditeur, 1922.